# Will Sasso
William "Will" Sasso (n. 24 mai 1975) este un actor canadian de origine italiană.

## Filmografie
| An   | Film                                     | Rol                                | Note    |
| ---- | ---------------------------------------- | ---------------------------------- | ------- |
| 1994 | Ski School 2                             | Tomcat Collins                     |         |
| 1994 | Ernest Goes to School                    | Russell                            |         |
| 1995 | Magic in the Water                       | Shy Young Orderly                  |         |
| 1995 | Annie O                                  | Heckler                            | film TV |
| 1995 | Malicious                                | Heavy Guy                          |         |
| 1996 | Happy Gilmore                            | Mover #1                           |         |
| 1996 | Homeward Bound II: Lost in San Francisco | Pizza Boy                          |         |
| 1996 | Heck's Way Home                          | Mover #1                           | film TV |
| 1996 | Doctor Who                               | Pete                               | film TV |
| 1996 | Susie Q                                  | Officer Bob                        | film TV |
| 1997 | Beverly Hills Ninja                      | Chet Walters                       |         |
| 1997 | Dad's Week Off                           | Pete                               | film TV |
| 1997 | The 6th Man                              | Guy in Bar                         |         |
| 1998 | Brown's Requiem                          | "Fat Dog" Baker                    |         |
| 1999 | Drop Dead Gorgeous                       | Hank Vilmes                        |         |
| 2000 | Best in Show                             | Dale                               |         |
| 2002 | Dawg                                     | Willie Smits                       |         |
| 2002 | I Got You                                |                                    | film TV |
| 2005 | Stewie Griffin: The Untold Story         | Randy Newman / James Lipton (voce) | Video   |
| 2006 | Southland Tales                          | Fortunio Balducci                  |         |
| 2008 | Lower Learning                           | Jesse Buchwald                     |         |
| 2008 | Just the Worst                           | Dave                               | Scurt   |
| 2008 | College Road Trip                        | Deputy O'Malley                    |         |
| 2008 | Spaced                                   | Bill                               | film TV |
| 2008 | Five Year Plan                           |                                    | film TV |
| 2009 | Year of the Carnivore                    | Dirk                               |         |
| 2010 | Life As We Know It                       | Miss Pennsylvania's Husband        |         |
| 2010 | For Christ's Sake                        | Alan                               |         |
| 2011 | The Legend of Awesomest Maximus          | Awesomest Maximus                  |         |
| 2011 | Division III: Football's Finest          | Terry Lockwood                     |         |
| 2012 | The Three Stooges                        | Curly Howard                       |         |
| 2012 | Moving Day                               | Clyde                              |         |
| 2012 | Finding Mrs. Claus                       | Kris Claus                         | film TV |
| 2013 | Movie 43                                 | Jerry (The Pitch)                  |         |
| 2013 | The Right Kind of Wrong                  | Neil                               |         |
| 2013 | Middle Age Rage                          |                                    | film TV |
| 2014 | Hit By Lightning                         | Seth Gallagher                     |         |
| 2014 | Beautiful Girl                           | Armand                             |         |
| 2014 | Corner Gas: The Movie                    | Legal Aid Lawyer                   |         |
| 2014 | The Expendables 7                        | Arnold Schwarzenegger (voce)       | Scurt   |
| 2015 | Russell Madness                          | Hunk (voce)                        |         |
| 2016 | Army of One                              | Roy                                |         |
| 2016 | A Miracle on Christmas Lake              | Mall Santa                         |         |
| 2017 | Follow Me                                | Darren Marsh                       | Scurt   |
| 2017 | Budding Prospects                        | Gesh                               | film TV |
| 2017 | The Female Brain                         | Dennis                             |         |
| 2017 | Killing Hasselhoff                       | Wasserstein                        |         |
| 2018 | Super Troopers 2                         | Mountie Roger Archambault          |         |
| 2018 | American Woman                           | Terry                              |         |
| 2018 | The Grizzlies                            | Mike                               |         |
| 2018 | Henchmen                                 | Gluttonator / Union Boss (voce)    |         |
| 2019 | Inside Game                              | Baba Battista                      |         |
| 2019 | Klaus                                    | Mr. Ellingboe (voce)               |         |
| 2020 | Irresistible                             | Big Mike                           |         |
| 2020 | Film Fest                                | Montgomery Nash                    |         |
| 2021 | Night of the Animated Dead               | Sheriff McClelland (voce)          |         |
| 2021 | Boss Level                               | Brett                              |         |

## Televiziune
- Anger Management (2014) ca Jimmy
- Hot in Cleveland (2014) ca Radio Host
- Modern Family (2014) ca Señor Kaplan in the episode "Spring-a-Ding-Fling"
- Justified (2014)
- Super Fun Night (2013)
- The League (2013) ca Officer Bungalon
- Hollywood Game Night (2013) - Rolul său
- Drunk History (2013) ca Frank Nitti
- Murder Police (2013) ca Tommy Margaretti
- Family Guy (2012) în Joe's Revenge
- WWE Raw (2012) - Curly-Hulk Hogan, promovare a filmului The Three Stooges
- Childrens Hospital (2010) ca Trucker
- Neighbors from Hell (2010) ca Balthazor Hellman
- $h*! My Dad Says (2010) ca Vince
- Two and a Half Men (2009) - Charlie's Recording Engineer
- How I Met Your Mother (2008 - 2012) ca  Doug (barman)
- Family Guy (2008) în The Man with Two Brians
- Robson Arms (2008) ca Bark[4]
- Bob & Doug McKenzie's Two-Four Anniversary (2007) - Rolul său
- Entourage (2007) ca Jay Lester
- 'Til Death (2006) ca Russ
- Less than Perfect (2003–2006) - Carl Monari
- Lilo & Stitch: The Series (2005) ca Heckler
- The Western Alienation Comedy Hour (2003) ca Gazdă - Rolul său
- WWF SmackDown (2002) ca Steve Austin
- Latin Grammy Awards (2002) ca prezentator  - Rolul său
- Family Guy (1999) ca Randy Newman (men. ca "William") în episodul Da Boom
- WCW Monday Nitro (1999)  - Rolul său
- MADtv (1997–2002) - diverse personaje
- Dad's Week Off (1997) ca Ivan "Boom Boom" Krutovski
- Annie O (1996) ca  Awesome Heckler
- Susie Q (1996) ca Ofițer de poliție
- Doctor Who (1996) ca Pete
- Heck's Way Home (1996) - Mover#1
- Sliders (1995–96) ca  Gomez Calhoun
- Madison (1994–1997) ca Derek Wakaluk
- The X-Files episodul Je Souhaite (2000)
- The Odyssey (1994) sezonul 2

## Legături externe
- Site web oficial
- Will Sasso la Internet Movie Database
- Will Sasso pe Twitter
- Will Sasso pe Facebook
- Will Sasso's video interview with The Futon Critic's Jim Halterman